# Rathaus (Handschuhsheim)

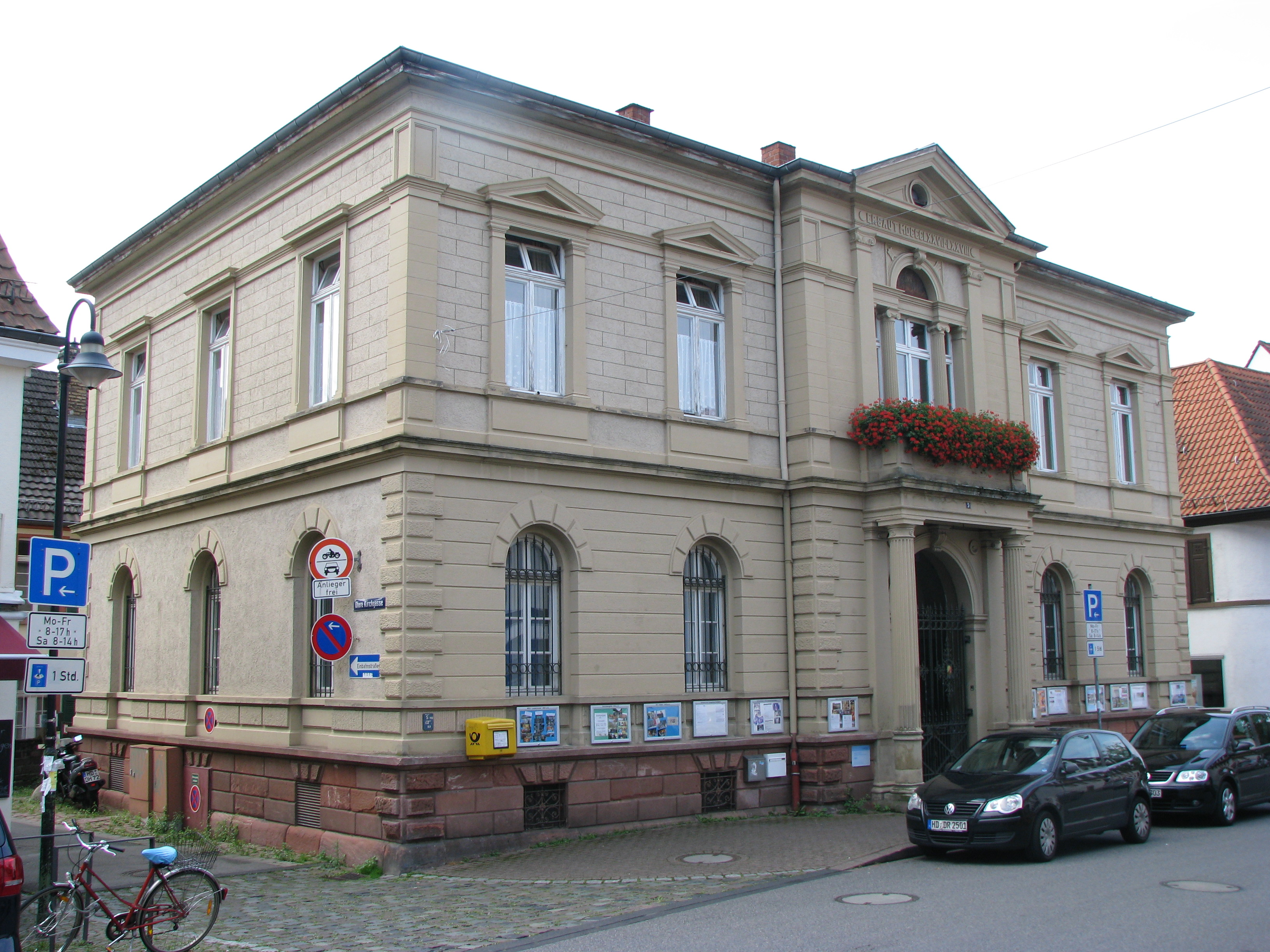
Rathaus Handschuhsheim

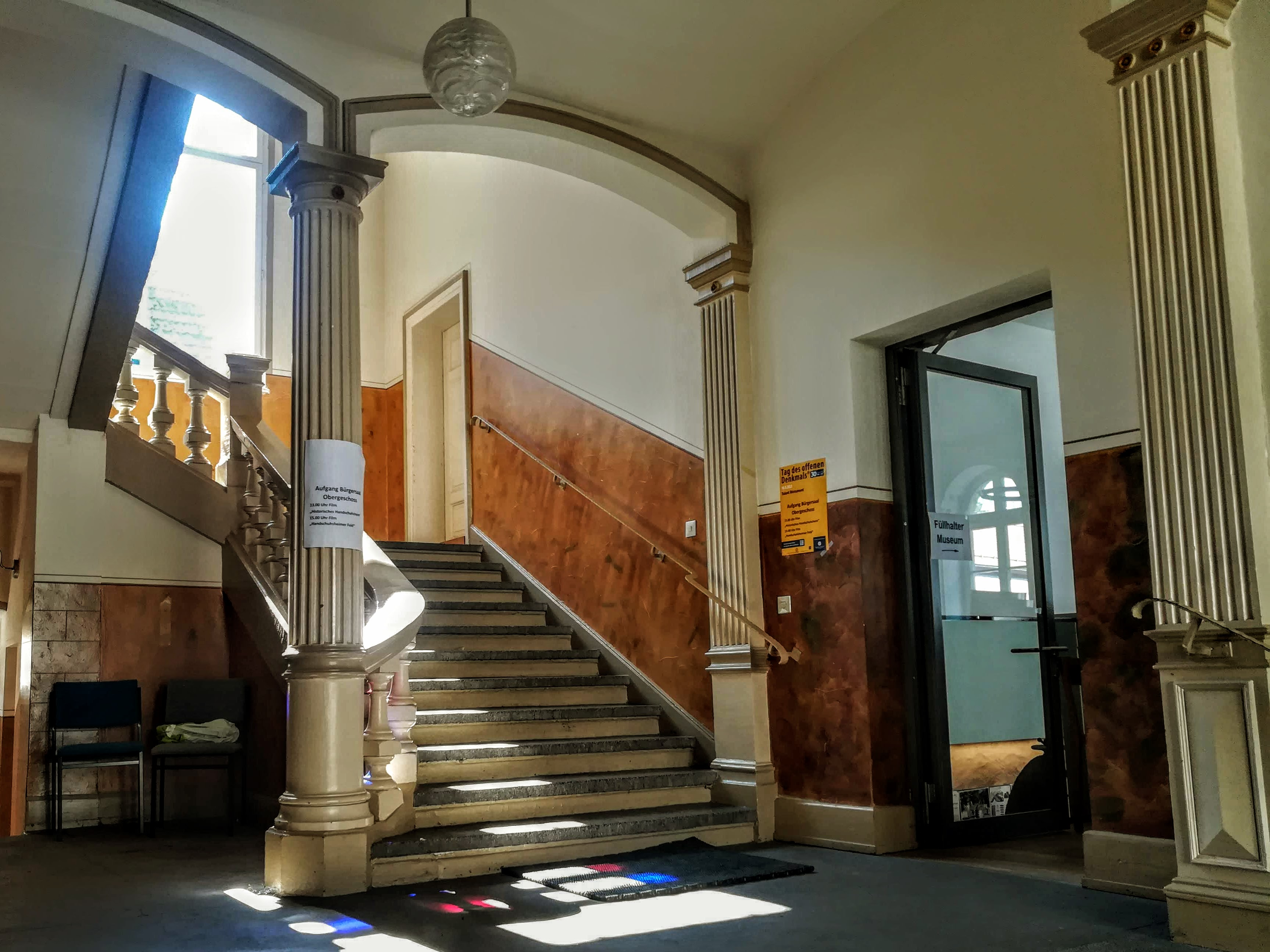
Treppenhaus

Das Rathaus im heutigen Heidelberger Stadtteil Handschuhsheim ist ein denkmalgeschütztes Gebäude.
Es wurde 1877/78 erbaut. Vorher befand sich dort der Hornecksche Adelshof. Das neue Gebäude diente der Gemeinde Handschuhsheim als Rathaus, bis der Ort 1903 von Heidelberg eingemeindet wurde. Bis 1930 war es noch administrative Nebenstelle.
Das Rathaus erinnert an die italienische Palastarchitektur der Renaissance. Es ist ein fünfachsiger Bau mit zwei Geschossen. Am Mittelrisalit befindet sich ein Säulenaltan, darüber ein dreigeteiltes Fenster im Palladiomotiv.
Im Eingang erinnert ein Ehrenmal an die Toten des Frankreichkriegs 1870. Ein Vestibültreppenhaus erschließt die Räumlichkeiten, ein Karzer, die alten Amtsräume und den Bürgersaal.